# Boskie sekrety siostrzanego stowarzyszenia Ya-Ya
Boskie sekrety siostrzanego stowarzyszenia Ya-Ya – amerykańska tragikomedia filmowa z 2002 roku, powstała na podstawie powieści Rebekki Wells.

## Obsada
- Sandra Bullock – Siddalee "Sidda" Walker
- Ellen Burstyn – Viviane Joan "Vivi" Abbott Walker
- Fionnula Flanagan – "Teensy" Melissa Whitman
- James Garner – Shepard James "Shep" Walker
- Cherry Jones – babcia "Buggy" Abbott
- Ashley Judd – młoda Vivi Abbott Walker
- Shirley Knight – Necie Rose Kelleher
- Angus Macfadyen – Connor McGill
- Maggie Smith – Caro Eliza Bennett
- Jacqueline McKenzie – młoda Teensy Whitman
- Katy Selverstone – młoda Caro Bennett
- Kiersten Warren – młoda Necie Kelleher
- David Lee Smith – młody Shep Walker
- Gina McKee – Genevieve Whitman
- Matthew Settle – porucznik Jack Whitman
- David Rasche – Taylor Abbott
- Ron Dortch – Chaney
- Frederick Koehler – Pete Abbott
- Sarah Huck – Lulu Walker
- Alex Cooper – Baylor Walker

## Fabuła
Sidda Walker to wzięta dramatopisarka. Podczas wywiadu wspomina o swoich relacjach z matką, które były bardzo dalekie od ideału, i swoim burzliwym dzieciństwie. Jej matka po przeczytaniu artykułu dostaje szału. Między kobietami dochodzi do ożywionej korespondencji. Przyjaciółki matki z czasów młodości – byłe członkinie siostrzanego stowarzyszenia Ya-Ya – porywają Siddę z nowojorskiego mieszkania do domu w Luizjanie. Tam wyjaśniają jej sekrety stowarzyszenia i przekazują pamiętniki...